# Bez nazvanija
Bez nazvanija (in russo: Без названия; in italiano: Senza titolo) è il settimo album del cantautore russo Nikolaj Noskov, pubblicato nel 2012. Il disco è stato prodotto dal tedesco Horst Schnebel.

## Tracce
1. Без названия (Bez nazvanija) – 4:09
2. Озёра (Ozera) – 5:09
3. Ночь (Noch') – 4:41
4. Я был один (Ya byl odin) – 4:06
5. Исповедь (Ispoved') – 4:24
6. Мёд (Med) – 4:16

## Formazione
- Aleksandr Ramus - chitarra
- Nikolai Surovtsev - tastiera
- Oli Rubow - batteria
- Bernd Windisch - chitarra elettrica